# Stoneleigh (Warwickshire)
Stoneleigh – wieś w Anglii, w hrabstwie Warwickshire, w dystrykcie Warwick. Leży 10 km na północny wschód od miasta Warwick i 134 km na północny zachód od Londynu.